# 郝狼皮
郝狼皮（？—560年），又作都狼皮，北齐北周之际山胡首领。延州（今陕西省延安市东南）人。
齐文宣帝天保十年（周明帝武成元年，559年），他和同族郝阿保率领族人归附北齐，自称柱国，以郝阿保为丞相。并和别部刘桑德互相扶持，反抗北周。作为北齐牵制北周的力量。不久，为北周柱国豆卢宁与延州刺史高琳所破。武成二年（560年），郝狼皮等余党再次叛周。周武帝下诏大将军韩杲〔韩果〕讨伐，俘虜斩殺山胡非常多。